# James Rollins
James Rollins es el seudónimo del veterinario y escritor estadounidense Jim Czajkowski (1961), también autor de varias obras de fantasía bajo la firma de James Clemens. Entre éstas se incluye la saga de Los proscritos y los desterrados.

## Biografía
Nacido en Chicago, Illinois, Rollins se graduó en la Universidad de Misuri en 1985 con un doctorado en veterinaria. Su trabajo como estudiante universitario se centró en la biología evolucionaria. Tras eso, se mudó a Sacramento, CA, donde estableció su consulta veterinaria.
En este momento, él comparte su casa con un Golden Retriever llamado Penny y un Perro salchicha en miniatura llamado Paiwakit.
Es el autor de varias novelas de acción y misterio que han sido éxitos de ventas en todo el mundo. Amante de la ciencia y la historia, es también un gran aficionado a los deportes de riesgo, como la espeleología o el submarinismo.

## Primera novela
Rollins vendió su primera novela, Wit'ch Fire (1999) (El fuego de la bruja, Timun Mas) mediante la editorial de Terry Brooks. Brooks había sido uno de los jueces del concurso del congreso de escritores de Maui, al cual Rollins había presentado un manuscrito recientemente finalizado.

### Como James Rollins
- Subterranean (1999)
- Excavation (2000)
- Deep Fathom (2001)
- Amazonia (2002)
- Ice Hunt (2003)
- Indiana Jones and the Kingdom of the Crystal Skull (2008)
- Altar of Eden (2010)

SIGMA Force
1. Sandstorm  (2004)
2. Map of Bones (2005)
3. Black Order (2006)
4. The Judas Strain (2007)
5. The Last Oracle (2008)
6. The Doomsday Key (2009)
7. The Devil Colony (2011)
8. Bloodline (2012)
9. The Eye of God (2013)

Kids & Adult
1. Jake Ransom and the Skull King's Shadow (2009)
2. Jake Ransom and the Howling Sphinx (2010)

### Como James Clemens
The Banned and the Banished
1. Wit'ch Fire (1998)
2. Wit'ch Storm (1999)
3. Wit'ch War (2000)
4. Wit'ch Gate (2001)
5. Wit'ch Star (2002)

Godslayer
1. Shadowfall
2. Hinterland

### En español (traducidas)
- El fuego de la bruja (2001, Timun Mas)
- La tormenta de la bruja (2002, Timun Mas)
- La guerra de la bruja (2003, Timun Mas)
- La ciudad perdida (2006, Nausícaä)
- El sarcófago de los Reyes Magos (2006, Suma de Letras)
- La orden del sol negro (2009, Roca Editorial)
- El mal de Judas (2010, Roca Editorial)